# بوشنوية هوبرية
بوشنوية هوبرية (الاسم العلمي:Buchenavia huberi) هي نوع من النباتات يتبع جنس البوشنوية من الفصيلة القمبريطية.